# Pasocepheus kirai
Pasocepheus kirai är en kvalsterart som först beskrevs av Aoki 1976.  Pasocepheus kirai ingår i släktet Pasocepheus och familjen Carabodidae. Inga underarter finns listade i Catalogue of Life.